# Лунен южен полюс
Южният полюс на Луната представлява интерес за учените поради възникване на воден лед в постоянно сенчести места около него. От лунните полюси, Южният представлява по-голям интерес, защото е областта, която остава в сянка, е много по-голяма, отколкото на Северния полюс. Кратерите на лунния Южен полюс са уникални поради причината, че слънчевата светлина не достига до дъното им. Такива кратери се наричат студени капани. Те съдържат вкаменелости от ранната Слънчева система.

## География
Лунният Южен полюс се намира в центъра на обратната страна на Луната (80°S до 90°S) и е около 1250 km. Лунният Южен полюс се е изместил на 5° от първоначалната си позиция преди милиарди години. Това изместване е променило оста на въртене на Луната, което позволява на слънчевата светлина да достигне сенчестите по-рано области, но Южният полюс все още съдържа някои изцяло сенчести места. Оста на въртене е 88,5° от равнината на еклиптиката. Полюсът съдържа области с постоянно излагане на слънчева светлина. Южният полюс съдържа множество кратери и падини, като падината Айткен, която е една от основните характеристики на Луната, и планините, като връх Епсилон, който е по-висок от всички планини на Земята. Южният полюс е термично добър, вариращ средно от 250 – 270 келвина.

### Кратери
Ротационната ос на Луната се намира в кратера на Шакълтън. Забележителните кратери, които са най-близо до лунния Южен полюс, са дьо Жерлаш, Свердруп, Шумейкът, Фаустини, Хауорт, Нобайл и Кабеус.

## Проучване
Космически кораби от няколко страни проучват района около лунния Южен полюс. Били са проведени обширни изследвания с помощта на лунен орбитален кораб, Клементин, Лунар Проспектор, лунен разузнавателен Орбитер, Кагуя, и Чандраяна. По време на мисията на НАСА LCROSS са открити значителни количества вода в Кабеус. НАСА LCROSS умишлено се разбива в дъното на Кабеус и от образците е установено, че той съдържа около 5% вода.
Лунната разузнавателна орбита, или ЛРО, е мисия, която вече е започнала и картографира лунния Южен полюс. Тази мисия ще помогне на учените да видят дали на Южния полюс на Луната има достатъчно устойчиви ресурси, за да има постоянно нанасяне. ЛРО има на борда експеримент Diviner Lunar Radiometer, известен като Diviner, който изследва радиационните и термофизичните свойства на повърхността на Южния полюс. Diviner е предназначен за наблюдение на топлинната среда на Южния полюс. Той може да засече отразена слънчева радиация и вътрешни инфрачервени емисии. ЛРО Diviner е в състояние да открие къде водата и ледът са захванати под повърхността.
Южният полюс на Луната е подходящо място за лунен аванпост. Постоянно сенчестите места на Луната могат да съдържат лед и други полезни изкопаеми, които ще бъдат жизненоважни ресурси за бъдещите изследователи. Планинските върхове в близост до полюса са осветени за големи периоди от време и могат да бъдат използвани за осигуряване на слънчева енергия за аванпостовете. С аванпостовете на Луната учените ще могат да анализират изкопаеми и водни проби, датиращи от началото на Слънчевата система. Едно място учените смятат за идеално като за кацане на бъдещи мисии. Свързващият хребет е билото, което свързва Шакълтън с кратера де Герлахе. Учените са използвали LOLA (на английски: Lunar Orbiter Laser Altimeter), устройство, използвано от НАСА за осигуряване на точен топографски модел на луната. С тези данни са открити места на Южния полюс, които дават слънчева светлина за 92,27 – 95,65% от времето, на базата на надморска височина, варираща от 2 m над повърхността до 10 m над повърхността. На същите места е открито, че най-дългите продължителни периоди на тъмнината са само 3 до 5 дни.
Лунният Южен полюс е място, където учените могат да използват радиовълни до 30 Hz. Няма място в космоса, в което могат да се използват радиовълни с тази честота, защото вълните биха си пречили с радиосигналите от Земята. Южният полюс на Луната има планини и басейни, които биха били идеално място за излъчване на радиосигнали.

### Бъдещето
Втората лунна мисия на Индия, Чандраян-2, която ще бъде пусната в експлоатация не по-рано от януари 2019 г., ще опита меко кацане на Южния полюс на Луната. В случай на успех, Чандраян-2 ще бъде първата по рода си мисия на терен в неизследвания Южния полюс на Луната.
В бъдеще се планира проучване на лунния южнополюсен регион, включващ частна мисия на Shackleton Energy Company, не по-рано от 2016 г. Shackleton възнамерява да кацне роботизиран прекурсорен роувър за проучване, за да „идентифицира и характеризира характера, състава и разположението на оптималните концентрации на лед в крайните северни райони на Лунния Южен полюс“.
Lunar Mission One е безпилотна британска мисия, обявена през ноември 2014 г. и планирана за 2024 г. Тя ще се опита да кацне на лунния Южен полюс, а след това да пробие повърхността на минимална дълбочина 20 m и максимална до 100 m. Това би могло значително да подобри разбирането за състава на Луната, нейната геоложка история и образуване, разкриващи нови улики за ранната Слънчева система. Мисията се опитва да получи краудфъндинг от Kickstarter.
Blue Origin планира мисия в Южния полярен район около 2020 година. Това ще доведе до серия от кацания за поставяне на оборудване и изграждане на колония в кратера на Южния полярен район, използвайки Blue Moon lander.

## Открития

### Осветление
Лунният Южен полюс е едно малкото места в космоса, в които съществуват условията за огряване от Слънцето. Тези условия на лунния Южен полюс са наблюдавани при използване на модели с висока детайлност на цифровите терени от LOLA. В допълнение към условията на осветление, повърхността му може да отразява и слънчевия вятър като енергийно неутрални атоми. Средно 16% от тези атоми са протони, които варират в зависимост от местоположението. Тези атоми са създали интегрален поток от разпръснати водородни атоми, дължащи се на отразеното количество плазма, което съществува на повърхността на Луната. Те също така разкриват граничната линия и магнитната динамика в районите на тези неутрални атоми, обхващащи повърхността на Луната.

### Студени капани
Студените капани са част от важните места на лунния Южен полюс по отношение на възможни водни и ледени резерви. Студените капани могат да съдържат вода и лед, които първоначално са били от комети, метеорити и слънчево-вятърна индуцирана редукция на желязото. От експериментите и показанията на пробите учените успяват да потвърдят, че студените капани съдържат лед. Открити са и хидроксилни групи в тези студени капани. Откриването на тези две съединения води до създаването на мисии, фокусирани главно върху лунните полюси, използващи глобално инфрачервено откриване. Ледът остава в тези капани само поради топлинното поведение на Луната. Тези топлинни поведения се контролират от термофизични свойства, разсеяна слънчева светлина, топлинно излъчване, вътрешна топлина и светлина, излъчвани от Земята. Поради ниските температури в студените капани, доставянето на лед, би могло да бъде възможно в близко бъдеще, тъй като ледът няма да се стопи.

### Магнитна повърхност
В допълнение към откритите студени капани има и области на Луната, където кората е намагнетизирана. Това е известно като магнитната аномалия, която съществува на повърхността на Луната поради остатъците от желязо, нанесено от удрящия елемент, образуващ басейна на SPA. Наблюденията на лунната повърхност се извършват, като се използват перспективни карти, за да се намери концентрацията на желязо, която е вложена в лунната повърхност. Концентрацията на желязото, за която се смята, че е в басейна, обаче не присъства в картографирането, но други идеи все още са възможни за откриване на това количество желязо. Що се отнася до SPA Impactor, желязото, причиняващо магнитни флуктуации, все още може да е налице, но не е било открито, тъй като те биха могли да бъдат твърде надълбоко в лунната кора, за да бъдат открити или причинени от друга аномалия, която не включва метални свойства. Освен това констатациите бяха доказани като неадекватни поради несъответствията между използваните карти и те не бяха в състояние да открият големината на магнитните колебания, настъпили от повърхността на луната.